# كروم ستوديوز ملبورن
كروم ستوديوز ملبورن (بالإنجليزية: Krome Studios Melbourne)‏، هي أقدم شركات تطوير ألعاب الفيديو الأسترالية، أسست سنة 1977م، وأعلنت حلها سنة 2010م.

## وصلة خارجية
- Melbourne House profile on MobyGames